# رولاند لوكاتيللي
رولاند لوكاتيللي (بالإسبانية: Rolando Locatelli)‏ هو مجدف أرجنتيني، ولد في 22 أكتوبر 1949 في روساريو في الأرجنتين.

## وصلات خارجية
- رولاند لوكاتيللي على موقع الاتحاد الدولي للتجديف (الإنجليزية)
- رولاند لوكاتيللي على موقع اللجنة الأولمبية الدولية (الإنجليزية)
- رولاند لوكاتيللي على موقع أوليمبيديا (الإنجليزية)